# Carlos Bolado
Carlos Bolado (Veracruz, México, 1964) es un cineasta mexicano. 
Estudió cinematografía (CUEC) y sociología (Facultad de Ciencias Políticas y Sociales), las dos en la misma casa de estudios: la UNAM. Trabajó como sonidista y como editor en diversas películas. Después de realizar varios cortometrajes incursionó en el género de largometraje con la película Bajo California: El límite del tiempo, ópera prima en el año de 1998 que le trajo numerosos elogios tanto de la crítica especializada como del público en general y que lo hizo acreedor a siete Arieles, máximo reconocimiento que otorga la academia de cine en México. Ese mismo año colaboro con René Castillo en la edición del cortometraje animado Sin Sosten.
Posteriormente codirigió Promises (Promesas), la cual le valió una nominación al Óscar como mejor documental.
En 2006 se estrenó su película Sólo Dios sabe, protagonizada por Diego Luna y Alice Braga.
En 2007 inicio la realización de su proyecto más ambicioso, al narrar los eventos ocurridos en la masacre de Tlatelolco en 1968, con la realización de un documental de los eventos, entrevistando a supervivientes y atletas olímpicos. Posteriormente el proyecto escaló a una película titulada Tlatelolco: Verano del 68la cual comenzó su producción en 2010 con apoyo del gobierno de México y la UNAM. Sin embargo, diferentes problemas con la distribuidora y el propio gobierno mexicano llevaron a su retraso hasta el año 2013.
En 2012 se estrenó Colosio: El asesinato, acerca del asesinato, en 1994, del entonces candidato a la presidencia por el Partido Revolucionario Institucional Luis Donaldo Colosio en 1994. La protagonizaban José María Yazpik, Kate del Castillo, Daniel Giménez Cacho y Odiseo Bichir.
En 2013 posterior a la publicación de su largometraje, se embarco en el lanzamiento de la serie de televisión Verano del 68, la cual se estuvo grabando en simultáneo a la película de Tlatelolco: Verano del 68. Debido a diversos problemas su lanzamiento se vio hasta el año 2018 cuando la Universidad Autónoma de México para conmemorar el 50 aniversario del suceso, lograrón hacerse con los derechos del material filmico y exhibirlo para la televisión contando con 12 episodios, incluyendo escenas adicionales, tramas secundarias que no contaba el largometraje, escenas eliminadas y escenas extendidas. 
En 2018 el director hizo un relanzamiento de su documental 1968 junto a Canal Once con un remix entre su largometraje de 2013 y el documental de 2007, titulado A Medio Siglo de México 68.

## Películas dirigidas
- Acariciándome frente al espejo (1986)
- Sentido contrario (1988)
- Golkobi (1990)
- Ritos (1993)
- Viejos (1994)
- Bajo California: El límite del tiempo (1998)
- Sin Sosten (1998) Cortometraje Animado
- Promises (Promesas) (2001)
- Solo Dios sabe (2006)
- River of Renewal (2008)
- Tlatelolco (2010)
- 1968 (2010) Película documental
- Colosio, el asesinato (2012)
- Tlatelolco, verano del 68 (2013)
- La habitación (2016)
- 3 idiotas (2017)
- Killing of a Nation (2025)

## Series dirigidas
- Estado de gracia (2010)
- Verano del 68 (2018)
- Tres Milagros (2018)
- A Medio Siglo de México 68 (2018)